# Jaysh ibn al-Samsama
Jaysh ibn al-Samsama (en arabe : جيش بن سمسمة) est un général militaire berbère de la tribu des Kutama et un gouverneur de Tripoli puis Damas sous le califat fatimide.
Selon l'historien Ibn al-Qalanisi, il fut nommé gouverneur de Tripoli avant d'être désigné gouverneur de Damas par Barjawan, le régent du califat fatimide. Son mandat fut marqué par plusieurs campagnes militaires importantes, notamment la répression de révoltes et des affrontements avec les Byzantins,.

## Conquête de Tyr (998)
En 998, Jaysh ibn al-Samsama joua un rôle crucial dans la conquête de la ville de Tyr, qui avait été assiégée par les commandants fatimides Abdallah al-Husayn ibn Nasr al-Dawla et Yaqut. Cette campagne était en réponse à une révolte de la population de Tyr contre le règne du calife Al-Hakim bi-Amrillah et de son régent Barjawan, révolte encouragée par un marin du nom de 'Allaqa et soutenue par l'Empire byzantin.Avec l'aide des troupes de Jaysh ibn al-Samsama, les forces fatimides parvinrent à mettre fin à la rébellion à Tyr, consolidant ainsi le contrôle de la ville pour le califat fatimide.

## Bataille d'Apamée
À peu près à la même époque, Damien Dalassène, le duc (doge) d'Antioche, lança un siège contre la ville d'Apamée, gouvernée par al-Mala’iti, un souverain sous l'autorité fatimide. Apamée, touchée par un incendie qui avait détruit la plupart de ses provisions, se retrouva vulnérable. En réponse à la demande d'aide d'al-Mala’iti, Barjawan nomma Jaysh ibn al-Samsama à la tête d'une force de secours et lui assigna également le poste de gouverneur de Damas. Il reçut 1 000 soldats pour mener cette mission.
Après avoir écrasé la révolte à Tyr et réprimé des troubles en Palestine, Jaysh ibn al-Samsama rassembla une armée composée de troupes fatimides et de volontaires venus de différentes principautés musulmanes, notamment Tripoli et Beyrouth, portant ainsi son effectif à environ 10 000 hommes, incluant 1 000 cavaliers bédouins.

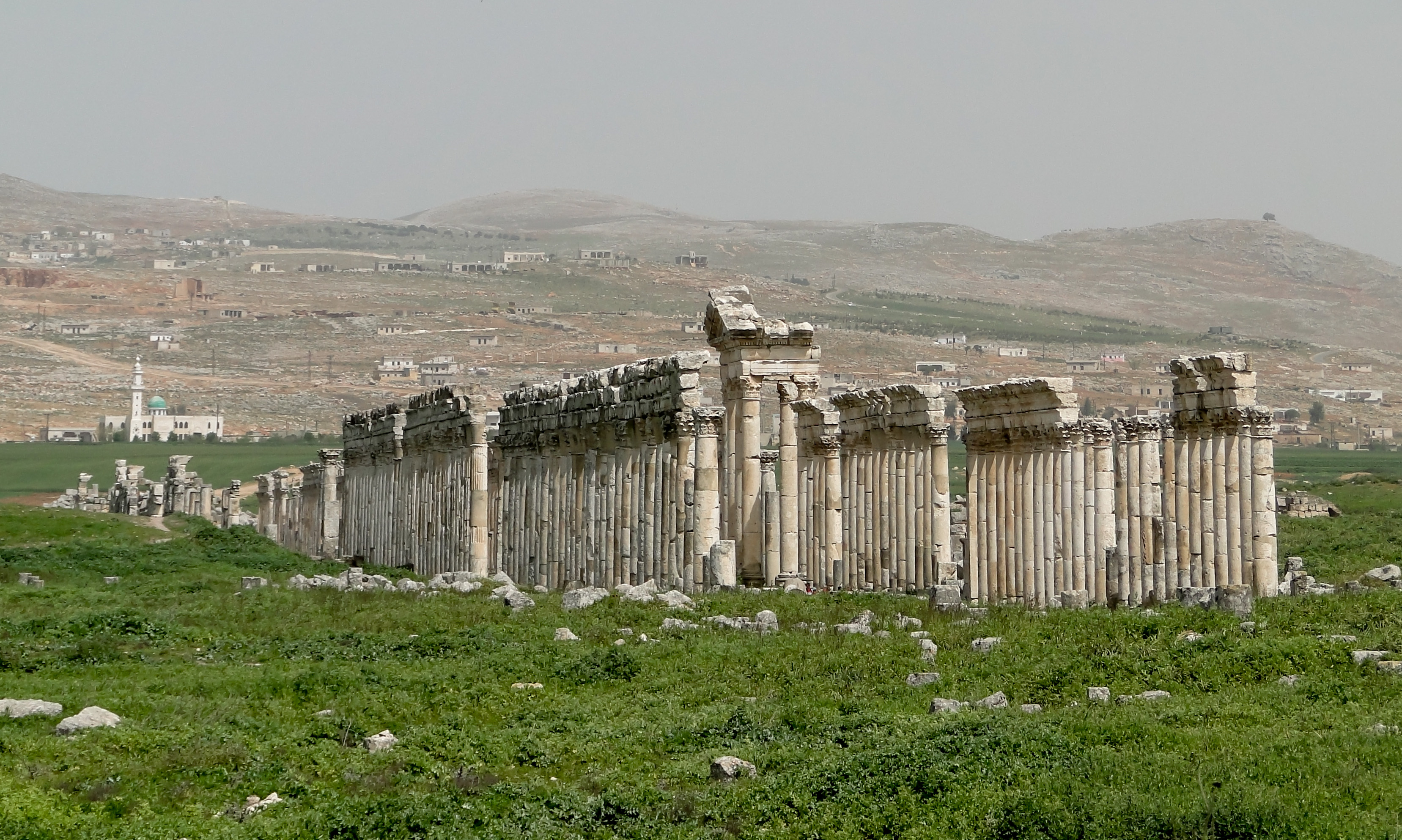
Lieux de la bataille

Jaysh ibn al-Samsama établit d'abord son camp à Émèse (Homs) avant de marcher sur Apamée. Sous son commandement, les forces fatimides réussirent à repousser les Byzantins. Damien Dalassène, après avoir initialement réussi à progresser, fut soudainement attaqué et tué dans une bataille décisive. L'armée byzantine, défaite, se replia précipitamment mais fut poursuivie par les troupes musulmanes. Une nouvelle bataille éclata dans la vallée de Ghab, entre le lac Apamée et l'Oronte, où entre 5 000 et 10 000 soldats byzantins périrent.
Les deux fils de Damien Dalassène, Constantin et Théophylacte, furent capturés par les forces de Jaysh ibn al-Samsama. Ils furent envoyés, avec d'autres prisonniers de guerre, au Caire. Après cette victoire, Jaysh ibn al-Samsama resta à Apamée pendant quelques semaines avant de retourner à Damas, tout en ravageant les campagnes environnantes et en tuant un grand nombre de Byzantins près d'Antioche.

## Fin de carrière et décès
Jaysh ibn al-Samsama continua à affirmer son autorité et à défendre les territoires fatimides jusqu'à sa mort en 1000 ou 1001 à Damas. Sa carrière fut marquée par ses compétences militaires et sa capacité à gérer des crises internes ainsi que des conflits avec les Byzantins.